# Vila Bela da Santíssima Trindade
Vila Bela da Santíssima Trindade é um município brasileiro no estado de Mato Grosso, Região Centro-Oeste do país. Localiza-se no Alto Guaporé, na latitude sul 15º00'29", longitude oeste 59º57'02", a uma altitude de 198 metros acima do nível do mar. Em 2019, sua população era de 16 128 habitantes.

## História

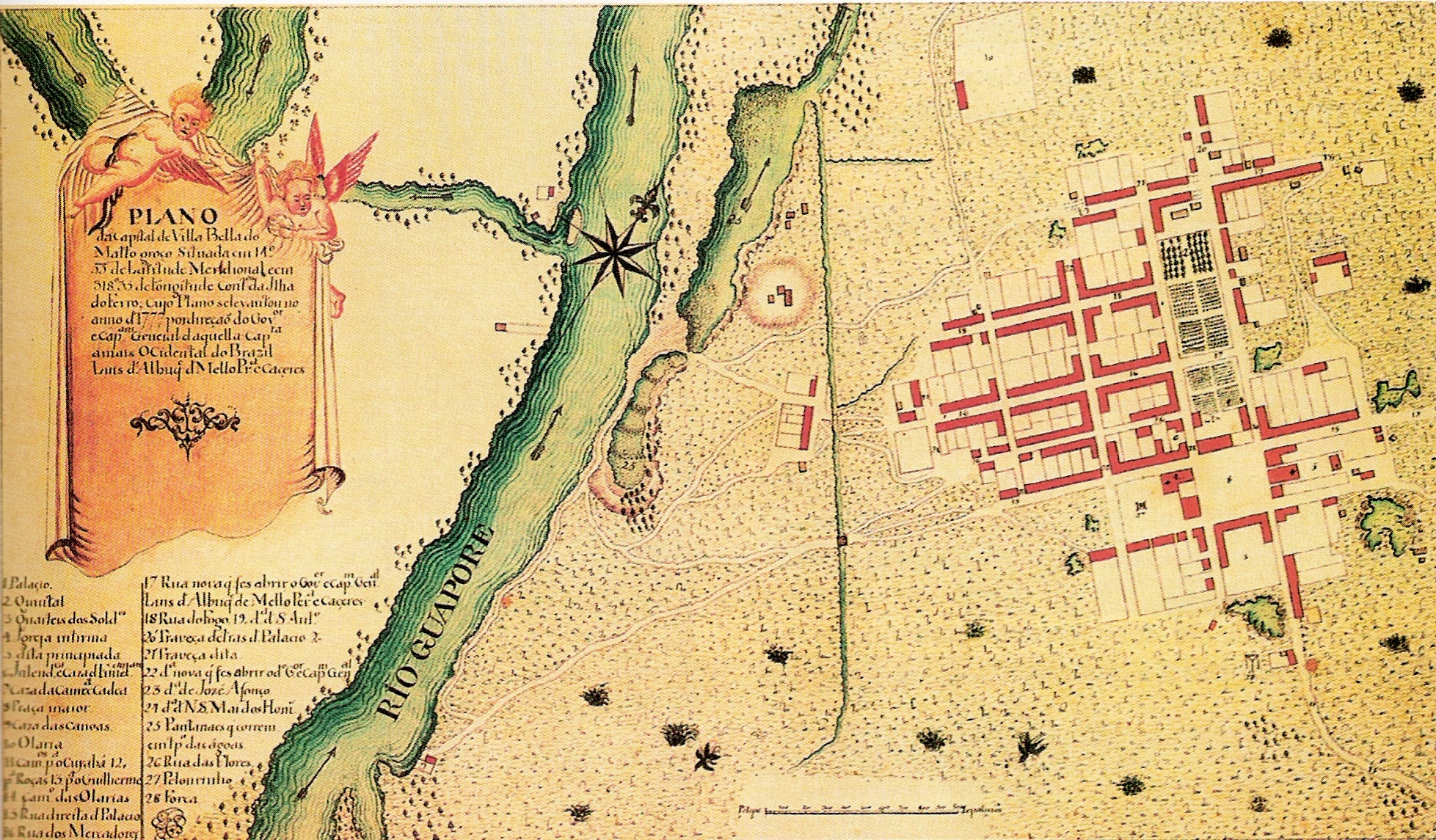
Mapa português de Vila Bela da Santíssima Trindade, primeira capital da Capitania de Mato Grosso.

Primeira capital de Mato Grosso, a pequena Vila Bela da Santíssima Trindade é um dos municípios com maior potencial turístico de Mato Grosso. No centro de Vila Bela, estão localizadas as ruínas de uma catedral do período colonial, que se tornaram símbolo da cidade e marco histórico.
A história de Vila Bela da Santíssima Trindade começa em 1752, quando foram descobertas riquezas minerais na região do Rio Guaporé e Portugal se apressou para povoá-la, para que ela não fosse tomadas pelos espanhóis. Os portugueses criaram então a Capitania de Mato Grosso e instalaram sua capital Vila Bela da Santíssima Trindade em 19 de março de 1752. Vila Bela da Santíssima Trindade passou por um período de grande progresso, com investimentos em infraestrutura e incentivos fiscais para quem viesse a morar no local.
Nesse período da história brasileira, as cidades acumulavam também o Poder Judiciário. E territorialmente, Vila Bela da Santíssima Trindade abrangia as regiões que hoje configuram todo o oeste do Estado do Mato Grosso, e todo o estado de Rondônia.
Em 1835, as dificuldades (distância, doenças, ataques de nativos) e o estabelecimento de um centro comercial em Cuiabá levaram à transferência da capital e ao êxodo populacional. Os antigos moradores deixaram casas, comércios e escravos para trás.

## Geografia
De acordo com a divisão regional vigente desde 2017, instituída pelo IBGE, o município pertence às Regiões Geográficas Intermediária de Cáceres e Imediata de Pontes e Lacerda-Comodoro. Até então, com a vigência das divisões em microrregiões e mesorregiões, fazia parte da microrregião do Alto Guaporé, que por sua vez estava incluída na mesorregião do Sudoeste Mato-Grossense.
Em seu território está situado o Parque Estadual da Serra de Ricardo Franco.

## IDH
Em 2000, o Índice de Desenvolvimento Humano Municipal (IDH-M) do município cresceu 10,17% em relação ao levantamento de 1991 ( de 0,649 para 0,715). O crescimento das principais dimensões foi de
- 49,2% em Educação,
- 32,5% em Longevidade, e
- 18,3% em Renda.

No mesmo período, o hiato de desenvolvimento humano de Vila Bela da Santíssima Trindade foi reduzido em 18,8%. Se o município conseguisse manter esta taxa de crescimento do IDH-M, 12,7 anos alcançaria Sorriso (melhor IDH-M do estado: 0,824) e em 22,5 anos alcançaria São Caetano do Sul / SP (melhor IDH-M do país: 0,919).
O município possui médio desenvolvimento humano (tem IDH entre 0,5 e 0,8) e está em posição intermediária no contexto nacional: 2.703 municípios estão em situação melhor e 2.803 municípios estão em situação pior ou igual a Vila Bela da Santíssima Trindade. Já no contexto estadual, 87 municípios estão em situação melhor e 38 estão em situação pior ou igual.

## Religião
Religião no Município de Vila Bela da Santíssima Trindade segundo o censo de 2022.
| Religião       | %      |
| -------------- | ------ |
| Catolicismo    | 62,39% |
| Protestantismo | 27,26% |
| Outras         | 2,86%  |
| Sem religião   | 7,49%  |

## Galeria de fotos históricas

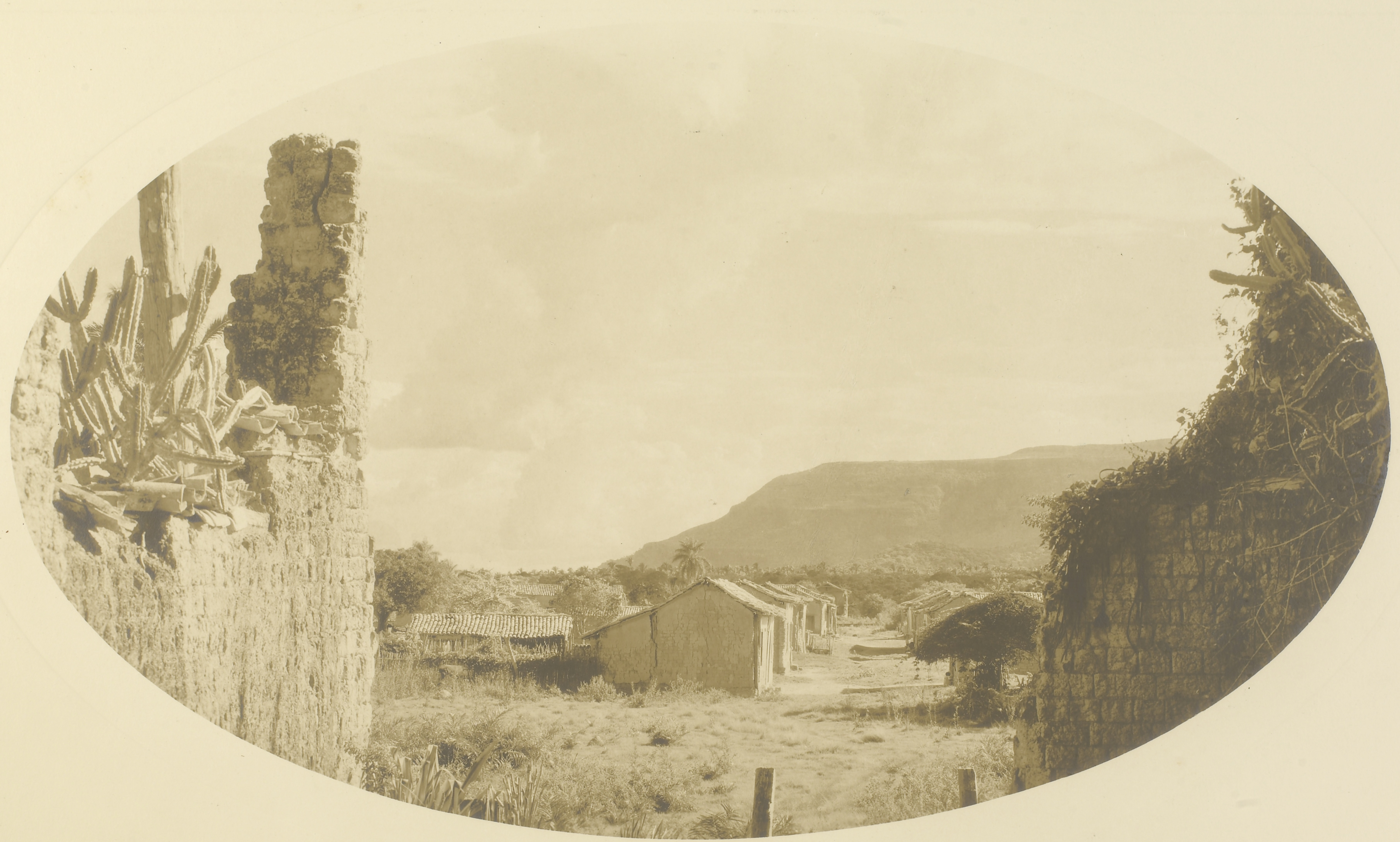
Rua de Santo Antônio, em primeiro plano ruínas da Igreja de Nossa Senhora do Carmo, 1930.
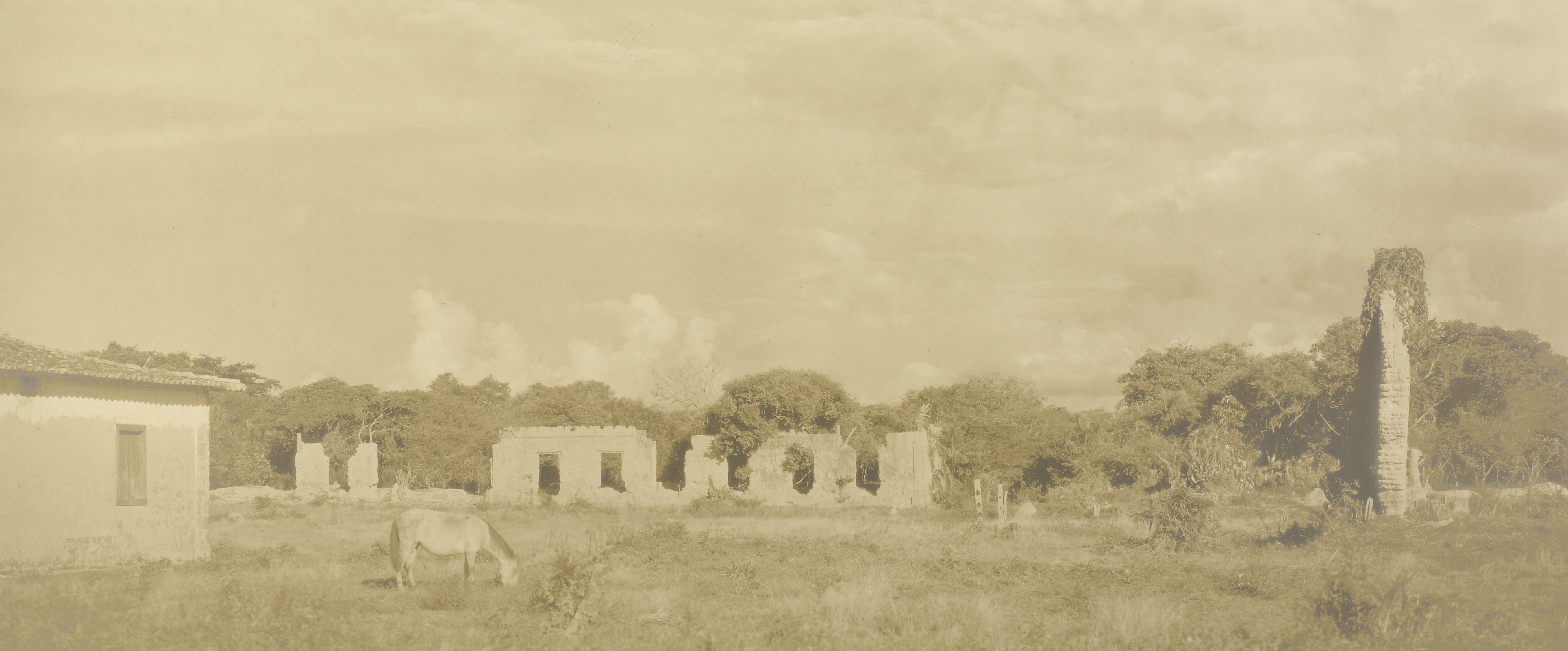
Ruína do Quartel e da Fundição de Ouro, 1930.
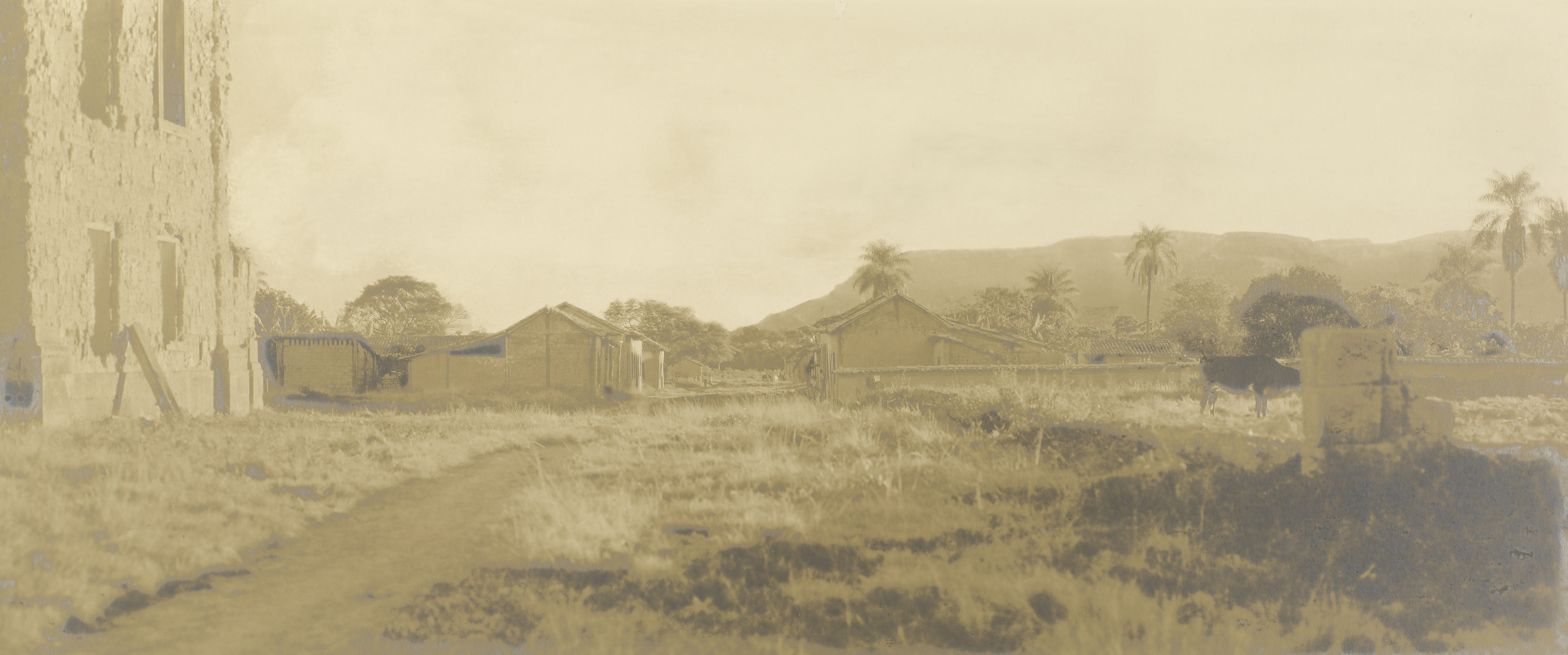
Rua do Fogo e Praça da Sé - Ao fundo Serra Ricardo Franco, 1930.
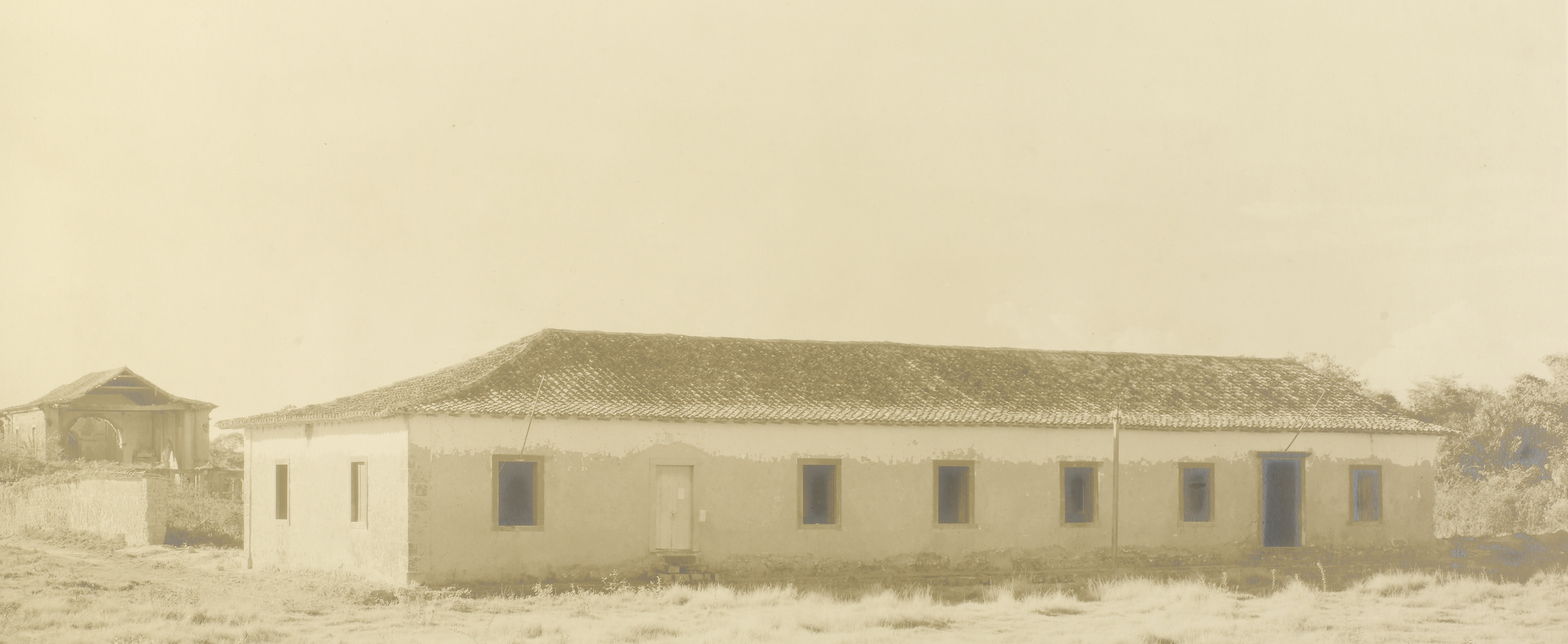
Antigo Palácio dos Capitães Generais, 1930.